# Giessen-Oudekerk
Pour les articles homonymes, voir Giessen.
Giessen-Oudekerk (autrefois appelé Giessen-Oudkerk) est un village néerlandais situé dans le sud-ouest de la commune de Molenlanden en Hollande-Méridionale. Giessen-Oudekerk est situé au nord de Hardinxveld-Giessendam, le long de la Giessen.

## Histoire
Giessen-Oudekerk a été fondé probablement au XIIIe siècle ; les premières foires y furent organisées dès le XIVe siècle. L'église gothique au grand clocher carré Notre-Dame date du XVe siècle, de tout temps il a déterminé l'aspect du village. En 1840, Giessen-Oudekerk comptait 69 maisons et 479 habitants. Pendant des siècles, Giessendam et Giessen-Oudekerk ont formé une unité ; la commune de Giessendam (auquel appartenait Giessen-Oudekerk) a été supprimée en 1957. Giessendam fut réuni à Hardinxveld, Giessen-Oudekerk fut réuni à Giessen-Nieuwkerk pour former la nouvelle commune de Giessenburg. En 1986 Giessenburg a été fusionné avec d'autres communes de l'est de l'Alblasserwaard pour former la commune de Giessenlanden.

## Urbanisme
Le village-rue est construit le long de la Giessen, ancienne rivière de marais. Mis à part un petit lotissement et un quartier de villas sur une île dans la Giessen, il y a essentiellement des fermes et des pavillons d'avant-guerre, le long des Binnendamseweg et Oudkerkseweg.

## Sources, références, liens externes
1. ↑  Alphabetisch register van alle bewoonde oorden des Rijks, Departement van Oorlog, Éd. Erven Doorman, 's-Gravenhage, 1850

- (nl) Cet article est partiellement ou en totalité issu de l’article de Wikipédia en néerlandais intitulé « Giessen-Oudekerk » (voir la liste des auteurs).
- (nl) Hoven, Frank van den, De Topografische Gids van Nederland, 1997, Éd. Filatop, Amersfoort.
- Site web de la commune de Giessenlanden